# (601) Нертуда
(601) Нертуда (лат. Nerthus) — астероид в поясе астероидов, найденный Максом Вольфом 21 июня 1906 года в обсерватории Гейдельберг и был назван в честь богини плодородия древних германцев северо-западного блока Нерты.

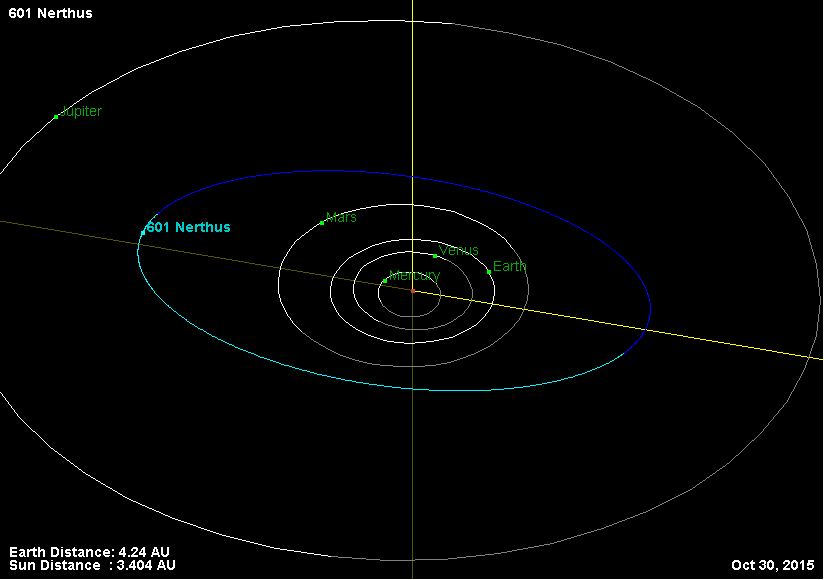
Орбита астероида Нертуда и его положение в Солнечной системе